# Josefa de Óbidos
Josefa de Óbidos, rodným jménem Josefa de Ayala e Cabrera (1630? Sevilla – 22. července 1684 Óbidos), byla portugalská malířka narozená ve Španělsku, představitelka baroka.
Začínala rytinami, nejstarší známé jsou z roku 1646, z doby, kdy jí bylo teprve šestnáct let. Poté malovala oltářní obrazy pro kostely (kostel Panny Marie v Óbidosu, karmelitánský klášter Cascais) i portréty (Faustino das Neves, 1670) a zátiší, což byl žánr do té doby v portugalském malířství neobvyklý a vzbudil obrovský zájem, jež z Josefy udělal velmi bohatou ženu. Byla jednou z prvních finančně nezávislých žen v Portugalsku. Některé obrazy podepisovala společně se svým otcem, rovněž malířem. Malé městečko Óbidos, které vtělila i do své signatury a uměleckého jména, zvolila pro život mj. protože zde nebyl malířský cech, který by ji mohl omezovat, nebo mít problém s tím, že je žena. Uvědomělost její ženské emancipace dokazuje i fakt, že ve své závěti zdůraznila, že její (nemalý) majetek se nesmí dostat do rukou žádného muže, zdědily ho neteře.